# 2005 en chimie
Cet article présente les faits marquants de l'année 2005 en chimie.

## Évènements
- 37e Olympiades Internationales de Chimie, organisées à Taipei à Taïwan du 16 juillet au 25 juillet[1].

## Prix
- Prix Nobel de chimie : Yves Chauvin, Robert Grubbs et Richard R. Schrock pour leurs travaux sur le développement de la méthode de la métathèse en synthèse organique[2],[3].
- Prix Wolf de chimie : Richard Zare « pour ses applications ingénieuses des techniques lasers, pour l'identification de mécanismes complexes dans les molécules, et pour leur utilisation en chimie analytique »[4].
- Prix Procter & Gamble : Paul Alivisatos[5]
- Prix Anselme-Payen : Peter Zugenmaier[6]
- Médaille Garvan-Olin : Frances Arnold[7]
- Prix Ernest-Guenther : Satoshi Ōmura[8]
- ACS Award in Pure Chemistry : Peidong Yang[9]
- Arthur C. Cope Award : Kyriacos Nicolaou[10]
- Prix Irving-Langmuir : David Chandler (chimiste)[11]
- Médaille Priestley : George A. Olah[12],[13],[14]
- Médaille Leverhulme : John Knott[15]
- Médaille Davy : Chris Dobson pour ses travaux sur l'application de la RMN et d'autres méthodes structurelles pour l'étude du repliement et du mauvais repliement des protéines, en particulier la formation des fibrilles amyloïdes, qui ont permis d'obtenir de nouvelles informations sur la structure et le repliement des protéines[16],[17].
- Prix Alfred-Bader : John Vederas[18]
- Médaille Kołos : Jan Peter Toennies[19]
- Grand prix Pierre-Süe : François Fajula[20],[21]
- Grand prix Achille-Le-Bel : Alain Gorgues[22]
- Claude S. Hudson Award in Carbohydrate Chemistry : David R. Bundle[23]
- Médaille William-H.-Nichols : Richard N. Zare[24]

## Décès
- 7 mars : Pierre Le Goff (né en 1923), chimiste français.
- 2 avril : Jacques-Émile Dubois (né en 1920), chimiste français.
- 5 octobre : George S. Hammond (né en 1921), chimiste et chercheur américain.
- 28 octobre : Richard Smalley (né en 1943), chimiste américain connu pour sa découverte des fullerènes pour laquelle il a reçu le prix Nobel de chimie en 1996.
- 16 novembre : Henry Taube (né en 1915), chimiste canadien naturalisé américain, prix Nobel de chimie en 1983.
- 10 décembre : Jean Rigaudy (né en 1921), chimiste français.